# Paul Alexander
Paul Richard Alexander (Dallas, 30 de gener de 1946 - Dallas, 11 de març de 2024) va ser un advocat i escriptor estatunidenc, supervivent de pòlio paralítica. Va ser una de les últimes persones que van viure en un pulmó d'acer després de contreure pòlio el 1952, a l'edat de sis anys. Va morir l'11 de març de 2024 i les raons de la seva mort encara estan sent investigades.

## Trajectòria
Alexander va contreure poliomielitis a l'edat de 6 anys i va quedar paralitzat per a tota la vida. Només podia moure el cap, el coll i la boca.
Durant un brot important de poliomielitis als Estats Units a finals de la dècada de 1950, centenars de nens de Dallas, Texas, inclòs Alexander, van ser traslladats a l'Hospital Memorial Parkland. Allí, els nens van ser tractats en una sala de pulmons de ferro durant una hora cada dia. Gairebé mor a l'hospital abans que un metge s'adonés que no respirava i el fiqués ràpidament en un pulmó d'acer per a ajudar-lo a respirar.
Alexander va ser un dels primers estudiants educats a casa del Districte Escolar Independent de Dallas. Va aprendre a memoritzar en lloc de prendre notes. Als 21 anys, es va graduar segon en la seva classe de la WW Samuell High School, el 1967, convertint-se en la primera persona a graduar-se d'una escola secundària de Dallas sense assistir físicament a una classe.
Una beca el va portar a la Universitat Metodista del Sud i després el van transferir a la Universitat de Texas a Austin, on es va llicenciar el 1978, i després, el 1984, va obtenir el títol de llicenciatura en Dret. Va aconseguir un treball com a professor de terminologia legal dels taquígrafs de la cort en una escola de comerç d'Austin abans de prestar jurament com a advocat el 1986.
En tenir dificultats amb el seu pulmó de ferro obsolet, que va ser renovat el 2015, voluntàriament, havia après a respirar durant les poques vegades que va estar fora de la màquina o litigant un cas.

## Llibre
Ell mateix va publicar les seves memòries, Three Minutes for a Dog, l'abril de 2020. Segons The Guardian, «li va prendre més de vuit anys escriure-ho, usant l'escuradents de plàstic i un bolígraf per a escriure la seva història en el teclat, o dictant les paraules al seu amic».